# 노량진동
노량진동(鷺梁津洞)은 서울특별시 동작구에 있으며, 행정동으로는 노량진1동과 노량진2동이 있다. 노량진1동이 관할하는 법정동에는 노량진동과 함께 본동이 있다. 

## 역사
| 노량진 행정구역 변천사         | 노량진 행정구역 변천사 | 노량진 행정구역 변천사     | 노량진 행정구역 변천사 | 노량진 행정구역 변천사     | 노량진 행정구역 변천사 | 노량진 행정구역 변천사   |
| ------------------------------ | ---------------------- | -------------------------- | ---------------------- | -------------------------- | ---------------------- | ------------------------ |
| 과천군 하북면 (1896)           | →                      | 시흥군 북면 (1914)         | →                      | 경성부 영등포출장소 (1936) | →                      | 경성부 영등포구 (1943)   |
| 서울특별자유시 영등포구 (1946) | →                      | 서울특별시 영등포구 (1949) | →                      | 서울특별시 관악구 (1973)   | →                      | 서울특별시 동작구 (1980) |

노량진은 한강을 건너기 위한 나루터를 중심으로 형성된 촌락었다. 한강진, 양화진과 더불어 군대의 주둔을 위한 진鎭이 설치되기도 했다. 처음에는 노도(露渡)라 하였는데 세종 이후로 노량이라 불린 것으로 파악된다. 1414년부터 경기도 관찰사의 건의가 받아들여져 관리가 파견되기 시작했고, 도승의 관원이 파견되었다.
1897년에 한강철교가, 1917년에 한강인도교가 세워짐에 따라 1920년대와 1930년대에는 일본 자본가들이 노량진에 진출해 택지를 조성하기 시작하였다. 1934년 노량진이 경성부 행정구역 확장계획에 포함됨에 따라 전차 노선 연장에 대한 기대감도 생겼다. 1936년에 을축년 대홍수로 파괴된 한강인도교의 초도식과 함께 노량진에도 전차가 개통되었다.
경부선 노량진역을 중심으로 일대에 상가가 발달하였고 1974년에 전철이 개통되었으며 강북지역 및 강남과 영등포, 시흥, 안양 등지를 잇는 교통의 요충지로서 한강대교와 상도터널이 개통되었다.
1977년에는 사대문 안 도심학원들을 사대문 외곽으로 이전시키는 계획이 발표되었고, 1978년에는 대성학원과 성지 상아탑학원이 노량진으로 옮겨진다. 이 둘을 위시로 노량진역 건너편에 노량진로를 따라 여러 학원이 들어서 학원가가 형성되었다. 처음에는 대학 입시학원이 자리잡았으며, 시대에 따라 다른 종류의 학원들도 들어선다. 1970년대에는 중동 등 해외 건설현장 파견을 위한 자격증 학원들이, 2000년대에는 공무원 임용고시 시장이 커짐에 따라 공무원 학원들이 들어섰다.

## 시설
- 노량진 상수도 수원지

서울에서 가장 오래된 상수도 수원지이다.
- 노량진수산시장

노량진역 북쪽에 수산물 도매센터인 노량진수산시장이 있고, 한강대교의 남단에 있는 노량진 상수도 수원지는 서울에서 가장 오래된 상수도 수원지다. 그 밖에 노량진역 동쪽 언덕 위에는 사육신공원(지방유형문화재)이 있다.
- 사육신공원

노량진동에 있는 묘와 그 외 사육신비 등이 안장된 공원이다.  단종 복위에 힘 쓰다 목숨을 잃은 성삼문, 박팽년, 하위지, 이개, 유응부, 유성원에 추가로 김문기(金文起)를 현창(顯彰)하여 모신 곳이다.

## 법정동
- 노량진동
- 본동

## 교통
- ● 수도권 전철 1호선 및 ● 서울 지하철 9호선 : 노량진역 - 9호선 승하차객 수 1위를 차지하는 역이다.
- ● 서울 지하철 9호선 : 노들역

## 아파트
| 단지명          | 건설사              | 시행사                           | 주소                     | 입주        | 비고             |
| --------------- | ------------------- | -------------------------------- | ------------------------ | ----------- | ---------------- |
| 본동 래미안     | 삼성물산㈜ 건설부문 | 본동제4구역 재개발조합           | 동작구 매봉로 123        | 2004년 10월 | 본동4구역 재개발 |
| 래미안 트윈파크 | 삼성물산㈜ 건설부문 | 본동5구역 주택재개발정비사업조합 | 동작구 노량진로23가길 23 | 2011년 11월 | 본동5구역 재개발 |